# Перед світанком (фільм, 2016)
«Перед світанком» (нім. Vor der Morgenröte, міжнародна назва — Стефан Цвейг. Прощання з Європою (англ. Stefan Zweig: Farewell to Europe)) — міжнародно-спродюсований біографічно-драматичний фільм, знятий Марією Шрадер. Світова прем'єра стрічки відбулась 9 серпня 2016 року на Локарнському міжнародному кінофестивалі. Фільм розповідає про період з життя в екзилі єврейсько-австрійського письменника Стефана Цвейга.
Фільм був одним із восьми в шорт-листі Німеччини на висування на премію «Оскар» за найкращий фільм іноземною мовою, але він не був обраний. Однак, пізніше фільм був висунутий Австрією на премію «Оскар» за найкращий фільм іноземною мовою.

## У ролях
- Йозеф Гадер — Стефан Цвейг
- Барбара Зукова — Фрідеріка Цвейг
- Томас Лемаркус — Лефевр
- Чарлі Гюбнер — Еміль Людвіг
- Науель Перес Біскаярт — Вітор д'Альмейда
- Маттіас Брандт — Ернст Федер

## Визнання
| Нагороди та номінації фільму «Перед світанком» | Нагороди та номінації фільму «Перед світанком» | Нагороди та номінації фільму «Перед світанком» | Нагороди та номінації фільму «Перед світанком» | Нагороди та номінації фільму «Перед світанком» | Нагороди та номінації фільму «Перед світанком» |
| Рік                                            | Кінопремія / Кінофестиваль                     | Категорія / Нагорода                           | Номінант                                       | Результат                                      |                                                |
| ---------------------------------------------- | ---------------------------------------------- | ---------------------------------------------- | ---------------------------------------------- | ---------------------------------------------- | ---------------------------------------------- |
| 2016                                           | Кінопремія Німеччини                           | Найкращий режисер                              | Марія Шрадер                                   | Номінація                                      |                                                |
| 2016                                           | Кінопремія Німеччини                           | Найкраща акторка другого плану                 | Барбара Зукова                                 | Номінація                                      |                                                |
| 2016                                           | Міжнародний кінофестиваль у Локарно            | Велика премія Variety Piazza                   | Марія Шрадер                                   | Номінація                                      |                                                |
| 2017                                           | Австрійська кінопремія                         | Найкращий грим                                 | Моніка Фишер-Ворауер, Андреас Мейкнер          | Перемога                                       |                                                |
| 2017                                           | Австрійська кінопремія                         | Найкращий актор                                | Йозеф Гадер                                    | Номінація                                      |                                                |
| 2017                                           | Баварська кінопремія                           | Найкраща режисура                              | Маріфя Шрадер                                  | Перемога                                       |                                                |
| 2017                                           | Премія Німецької асоціації кінокритиків        | Найкращий фільм                                | Перед світанком                                | Номінація                                      |                                                |
| 2017                                           | Премія Німецької асоціації кінокритиків        | Найкращий актор                                | Йозеф Гадер                                    | Перемога                                       |                                                |
| 2017                                           | Премія Німецької асоціації кінокритиків        | Найкраща акторка                               | Енн Шварц                                      | Номінація                                      |                                                |
| 2017                                           | Премія Німецької асоціації кінокритиків        | Найкращий сценарій                             | Марія Шрадер, Ян Шомбург                       | Номінація                                      |                                                |
| 2017                                           | Премія Німецької асоціації кінокритиків        | Найкращий оператор                             | Вольфганг Талер                                | Перемога                                       |                                                |
| 2017                                           | Премія Європейської кіноакадемії               | Найкращий актор                                | Йозеф Гадер                                    | Номінація                                      |                                                |
| 2017                                           | Премія Європейської кіноакадемії               | Приз глядацьких симпатій                       | Перед світанком                                | Перемога                                       |                                                |